# BSAT-3b
BSAT-3bとは放送衛星システムが所有するBSデジタル用の放送衛星である。メーカはロッキード・マーティンで、2010年10月28日にアリアン5ロケットにより打ち上げられた。理論上のコールサインはJO31-BS-HDTV およびJO31-BS-TV。
2011年10月1日にBSAT-3aに代わりBSデジタル放送の送信に使用されている。